# Милые мёртвые девочки
«Милые мёртвые девочки» (хорв. Fine mrtve djevojke) — хорватский фильм 2002 года. Является одним из немногих хорватских фильмов, широко известных за рубежом.

## Сюжет
Две девушки, Ива (Ольга Пакалович) и Мария (Нина Виолич), арендуют квартиру в Загребе. Отношения с хозяевами квартиры, Ольгой, её мужем Блажем, и взрослым сыном Даниелем, который постоянно и безуспешно пытается ухаживать за Ивой, не сложились. Семья Ольги и Блажа живёт этажом ниже девушек, и когда они узнают, что Ива и Мария — лесбиянки, ссоры с ними постепенно переходят в травлю, имеющую печальные последствия.

## Награды и номинации
- Geneva Cinéma Tout Ecran (2003) — победа в номинации Young Jury Award
- Pula Film Festival (2002) — победа в номинациях: «Приз зрительских симпатий», «Большая золотая арена», «Золотая арена»
- Sochi International Film Festival (2003) — победа в номинации «Специальный приз жюри»; номинация на награду «Золотая роза».